# Вулиця Оксани Петрусенко (Київ)
Ву́лиця Окса́ни Петрусе́нко — вулиця в Голосіївському районі міста Києва, селище Мишоловка. Пролягає від Закарпатської вулиці до Голосіївського лісу.

## Історія
Вулиця виникла в середині XX століття під назвою 150-та Нова. Сучасна назва на честь української оперної співачки Оксани Петрусенко — з 1944 року.